# Rolverdeling
De rolverdeling is bij een toneelstuk, hoorspel, film of opera de verdeling van de verschillende rollen over de acteurs. Naast rolverdeling wordt ook cast, bezetting of rolbezetting gebruikt. Het Engelse woord cast wordt ook wel gebruikt om de groep acteurs aan te duiden.
Casting is het zoeken van de juiste persoon voor de juiste rol, de "vormgeving" van de groep.
Bij een toneelstuk worden de namen van de spelers meestal vermeld in de volgorde waarin ze voor het eerst op het toneel komen. Bij een speelfilm worden meestal de hoofdrolspelers het eerst genoemd. Bovendien worden vaak alleen de namen van de acteurs vermeld, maar niet de rollen die ze spelen.